# Genvry
Genvry est une commune française située dans le département de l'Oise en région Hauts-de-France.

## Géographie

### Description

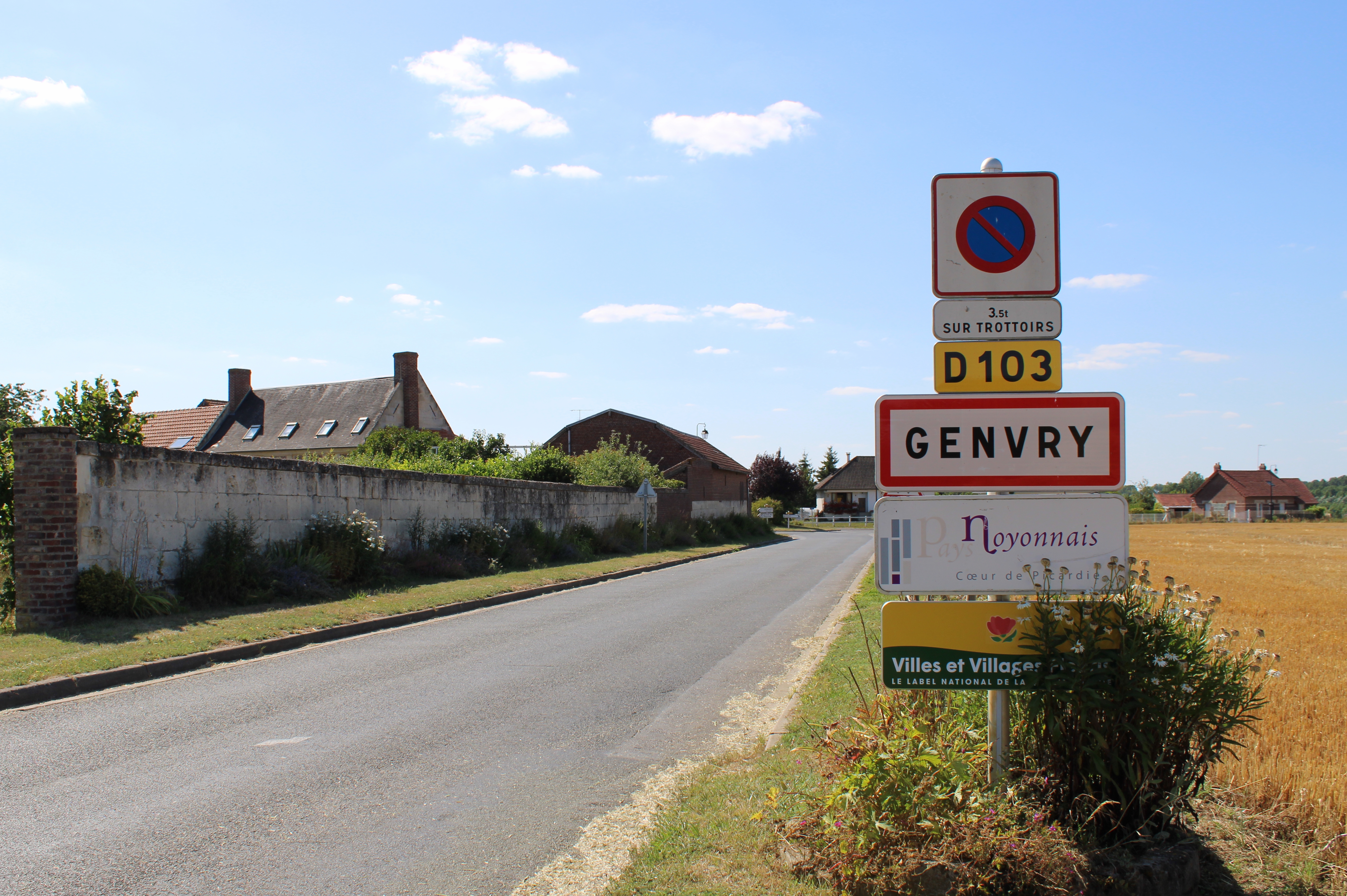
Entrée du village.

Genvry est un village rural du Noyonnais, dans l'Oise, situé à 4 km au nord de Noyon, 16 km à l'ouest de Chauny, 34 km au sud-ouest de Saint-Quentin et une soixantaine de kilomètres au sud-est d'Amiens. Le territoire communal est tangenté au sud-est  par l'ancienne route nationale 32 (actuelle RD 932 reliant Compiègne à La Fère).
Elle est traversée par la Via Turonensis ou sentier de grande randonnée no 655.

### Hydrographie

#### Réseau hydrographique
La commune est située dans le bassin Seine-Normandie. Elle est drainée par la Verse, le fossé 01 de la commune de Genry, le fossé 02 de la commune de Genry et divers autres petits cours d'eau,.
La Verse, d'une longueur de 23 km, prend sa source dans la commune de Ugny-le-Gay et se jette  dans l'Oise (rive gauche) à Sempigny, après avoir traversé 15 communes. Les caractéristiques hydrologiques de la Verse sont données par la station hydrologique située sur la commune de Noyon. Le débit moyen mensuel est de 0,693 m3/s. Le débit moyen journalier maximum est de 4,58 m3/s, atteint lors de la crue du 4 mars 2024. Le débit instantané maximal est quant à lui de 4,82 m3/s, atteint le même jour.

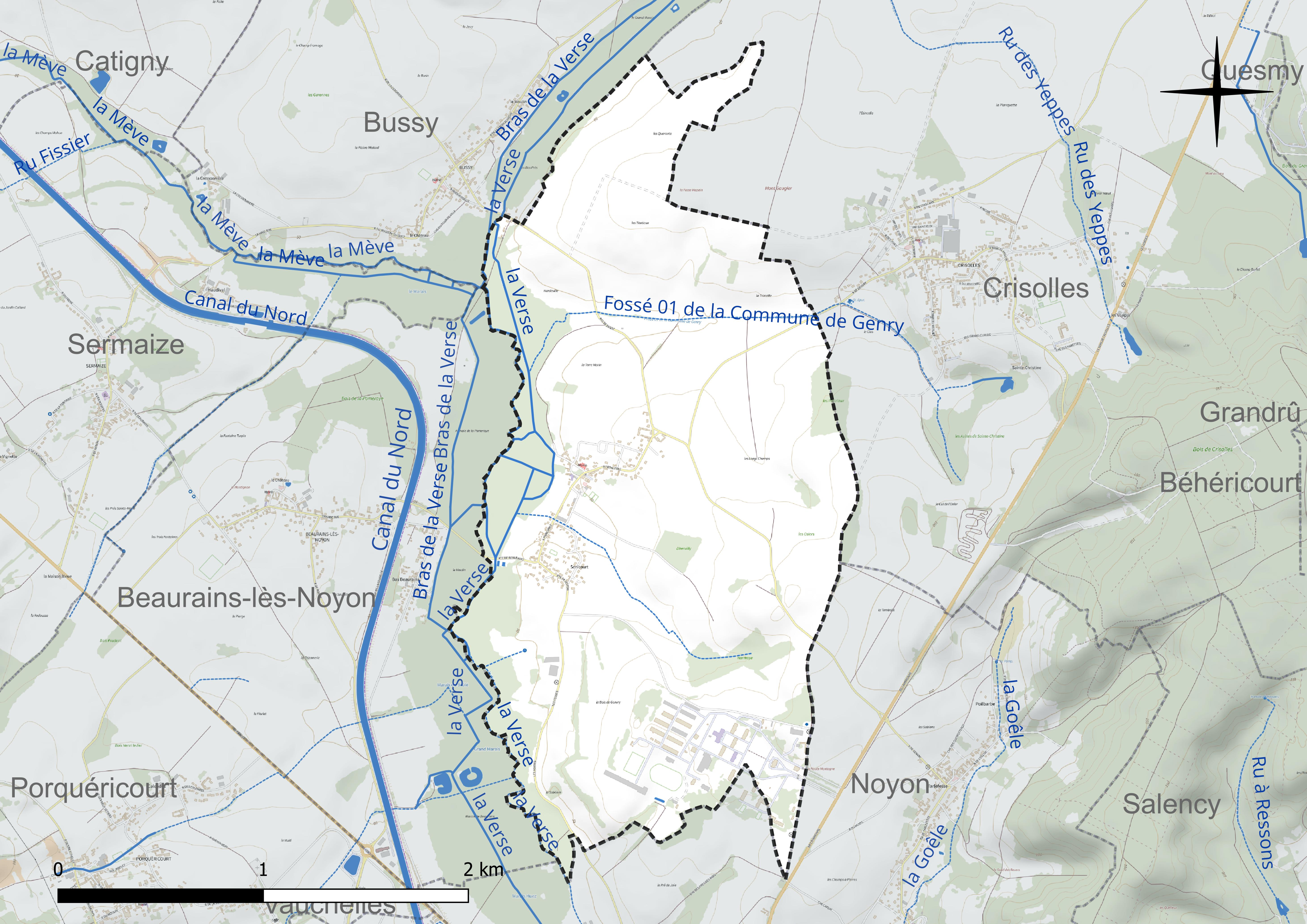
Réseau hydrographique de Genvry.

#### Gestion et qualité des eaux
Le territoire communal est couvert par le schéma d'aménagement et de gestion des eaux (SAGE) « Sensée ». Ce document de planification concerne un territoire de 1 013 km2 de superficie, délimité par le bassin versant de l'Oise moyenne. Le périmètre a été arrêté le 24 avril 2017 et le SAGE est, en 2024, encore en élaboration. La structure porteuse de l'élaboration et de la mise en œuvre est le syndicat mixte du SAGE Oise-Moyenne (SMOM). 
La qualité des cours d'eau peut être consultée sur un site dédié géré par les agences de l'eau et l'Agence française pour la biodiversité. 

### Climat
Pour des articles plus généraux, voir Climat des Hauts-de-France et Climat de l'Oise.
En 2010, le climat de la commune est de type climat océanique dégradé des plaines du Centre et du Nord, selon une étude du CNRS s'appuyant sur une série de données couvrant la période 1971-2000. En 2020, Météo-France publie une typologie des climats de la France métropolitaine dans laquelle la commune est exposée à un climat océanique et est dans la région climatique  Nord-est du bassin Parisien, caractérisée par un ensoleillement médiocre, une pluviométrie moyenne régulièrement répartie au cours de l'année et un hiver froid (3 °C). 
Pour la période 1971-2000, la température annuelle moyenne est de 10,6 °C, avec une amplitude thermique annuelle de 14,8 °C. Le cumul annuel moyen de précipitations est de 706 mm, avec 11,5 jours de précipitations en janvier et 8,8 jours en juillet. Pour la période 1991-2020, la température moyenne annuelle observée sur la station météorologique la plus proche, située sur la commune de Chauny à 17 km à vol d'oiseau, est de 11,1 °C et le cumul annuel moyen de précipitations est de 709,9 mm,. Pour l'avenir, les paramètres climatiques de la commune estimés pour 2050 selon différents scénarios d'émission de gaz à effet de serre sont consultables sur un site dédié publié par Météo-France en novembre 2022.

## Urbanisme

### Typologie
Au 1er janvier 2024, Genvry est catégorisée commune rurale à habitat dispersé, selon la nouvelle grille communale de densité à sept niveaux définie par l'Insee en 2022.
Elle est située hors unité urbaine. Par ailleurs la commune fait partie de l'aire d'attraction de Noyon, dont elle est une commune de la couronne,. Cette aire, qui regroupe 38 communes, est catégorisée dans les aires de moins de 50 000 habitants,.

### Occupation des sols
L'occupation des sols de la commune, telle qu'elle ressort de la base de données européenne d'occupation biophysique des sols Corine Land Cover (CLC), est marquée par l'importance des territoires agricoles (74,6 % en 2018), en diminution par rapport à 1990 (75,5 %). La répartition détaillée en 2018 est la suivante : 
terres arables (71,5 %), forêts (11,2 %), zones industrielles ou commerciales et réseaux de communication (7,9 %), zones urbanisées (6,3 %), zones agricoles hétérogènes (3,1 %). L'évolution de l'occupation des sols de la commune et de ses infrastructures peut être observée sur les différentes représentations cartographiques du territoire : la carte de Cassini (XVIIIe siècle), la carte d'état-major (1820-1866) et les cartes ou photos aériennes de l'IGN pour la période actuelle (1950 à aujourd'hui).

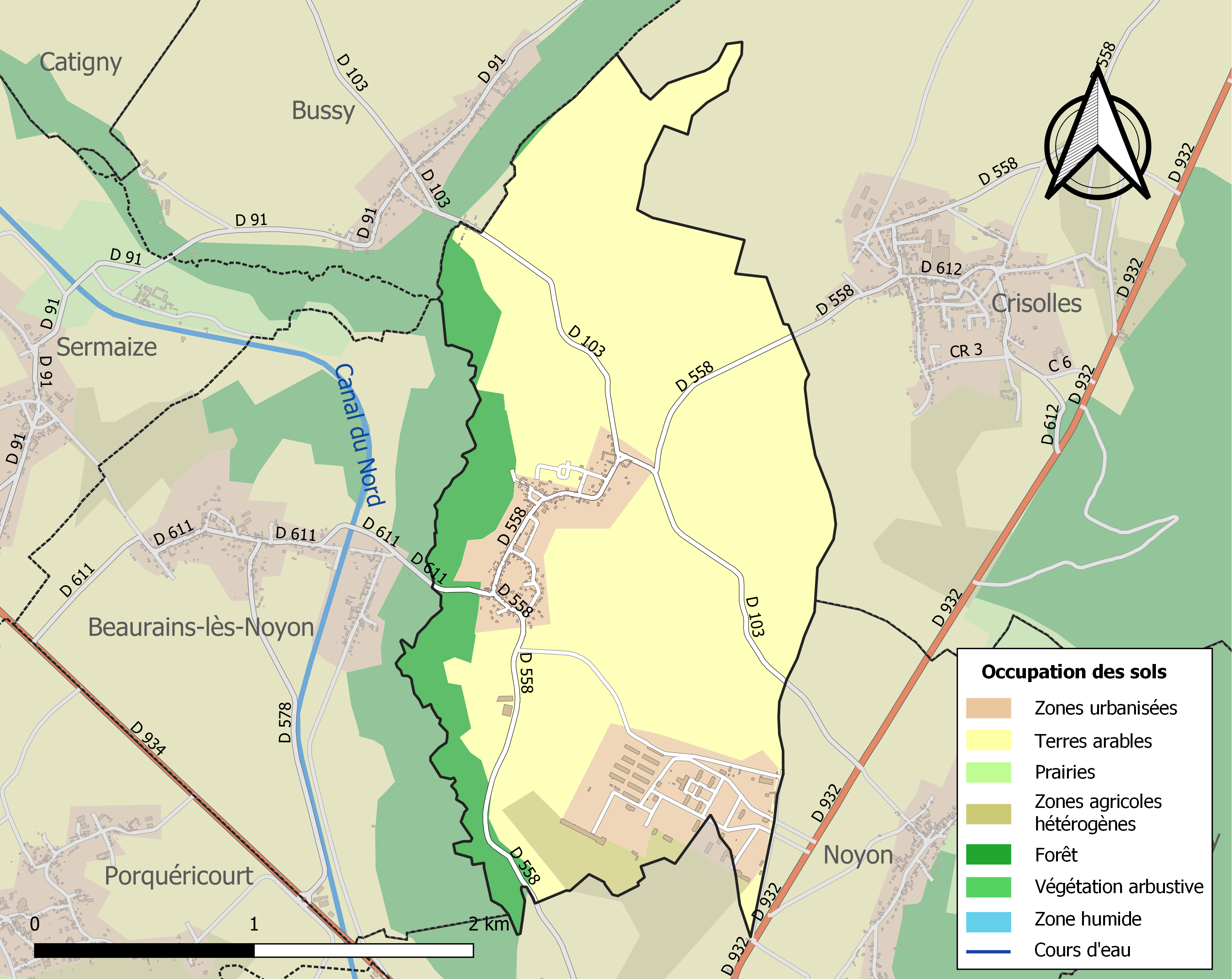
Carte des infrastructures et de l'occupation des sols de la commune en 2018 (CLC).

### Habitat et logement
En 2018, le nombre total de logements dans la commune était de 136, alors qu'il était de 129 en 2013 et de 124 en 2008.
Parmi ces logements, 94,3 % étaient des résidences principales, 4,3 % des résidences secondaires et 1,4 % des logements vacants. Ces logements étaient pour 93,5 % d'entre eux des maisons individuelles et pour 6,5 % des appartements.
Le tableau ci-dessous présente la typologie des logements à Genvry en 2018 en comparaison avec celle de l'Oise et de la France entière. Une caractéristique marquante du parc de logements est ainsi une proportion de résidences secondaires et logements occasionnels (4,3 %) supérieure à celle du département (2,5 %) et à celle de la France entière (9,7 %). Concernant le statut d'occupation de ces logements, 75,6 % des habitants de la commune sont propriétaires de leur logement (79,1 % en 2013), contre 61,4 % pour l'Oise et 57,5 pour la France entière.
| Typologie                                               | Genvry | Oise | France entière |
| ------------------------------------------------------- | ------ | ---- | -------------- |
| Résidences principales (en %)                           | 94,3   | 90,4 | 82,1           |
| Résidences secondaires et logements occasionnels (en %) | 4,3    | 2,5  | 9,7            |
| Logements vacants (en %)                                | 1,4    | 7,1  | 8,2            |

### Projets
Afin de permettre la croissance de la population, un lotissement de 17 terrains a été aménagé pour la municipalité au début des années 2020.

### Voies de communication et transports
La commune est desservie, en 2023, par la ligne 680 du réseau interurbain de l'Oise.

## Toponymie
Le nom de la localité est attesté sous les formes Gafrinium (988) ; Galfrinium (1060) ; Jenveri (1146) ; Genvriacum (1147) ; de decima de genueri (1197) ; Genvri (1200) ; villam que Genvry dicitur (1200) ; Gemveri (1208) ; Johannes de Oigniaco dominus Genvriaci (1226) ; de Genveri (1239) ; ad calceiam de Genvri (1293) ; florentius de genvri (1243) ; Jenvry (XIIIe) ; Ginvry (1384) ; Janvry (1458) ; Genveri (1539) ; Genvry (XIXe).

## Histoire

Genvry au tout début du XXe siècle
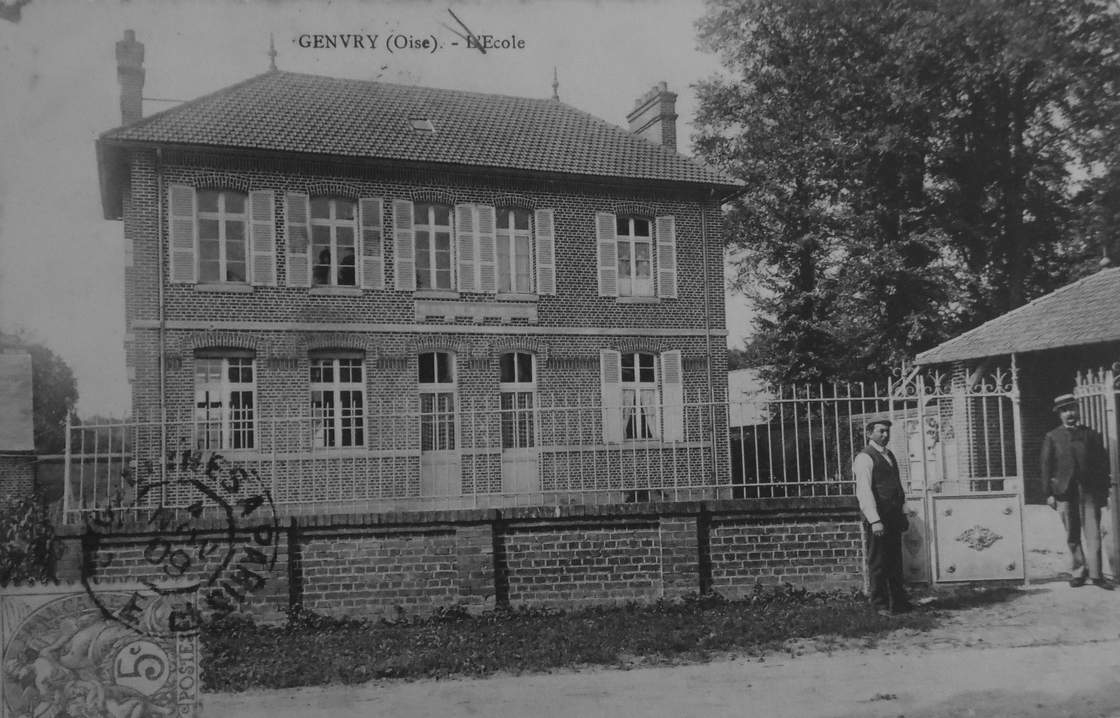
L'école
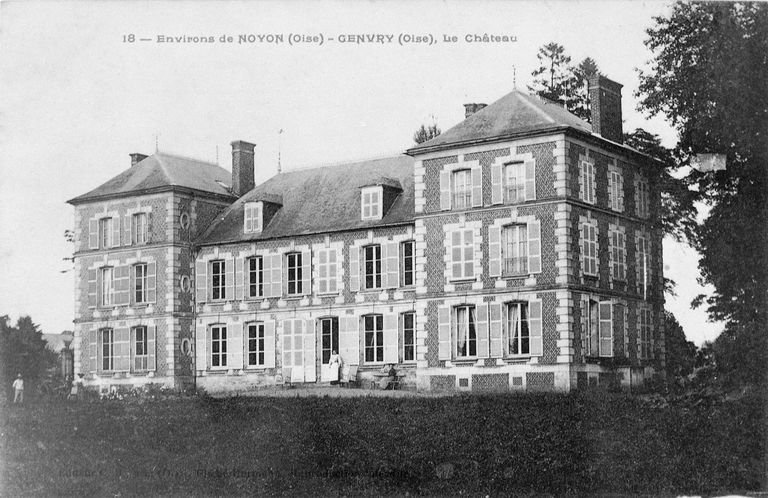
Le Château avant la Première Guerre mondiale...
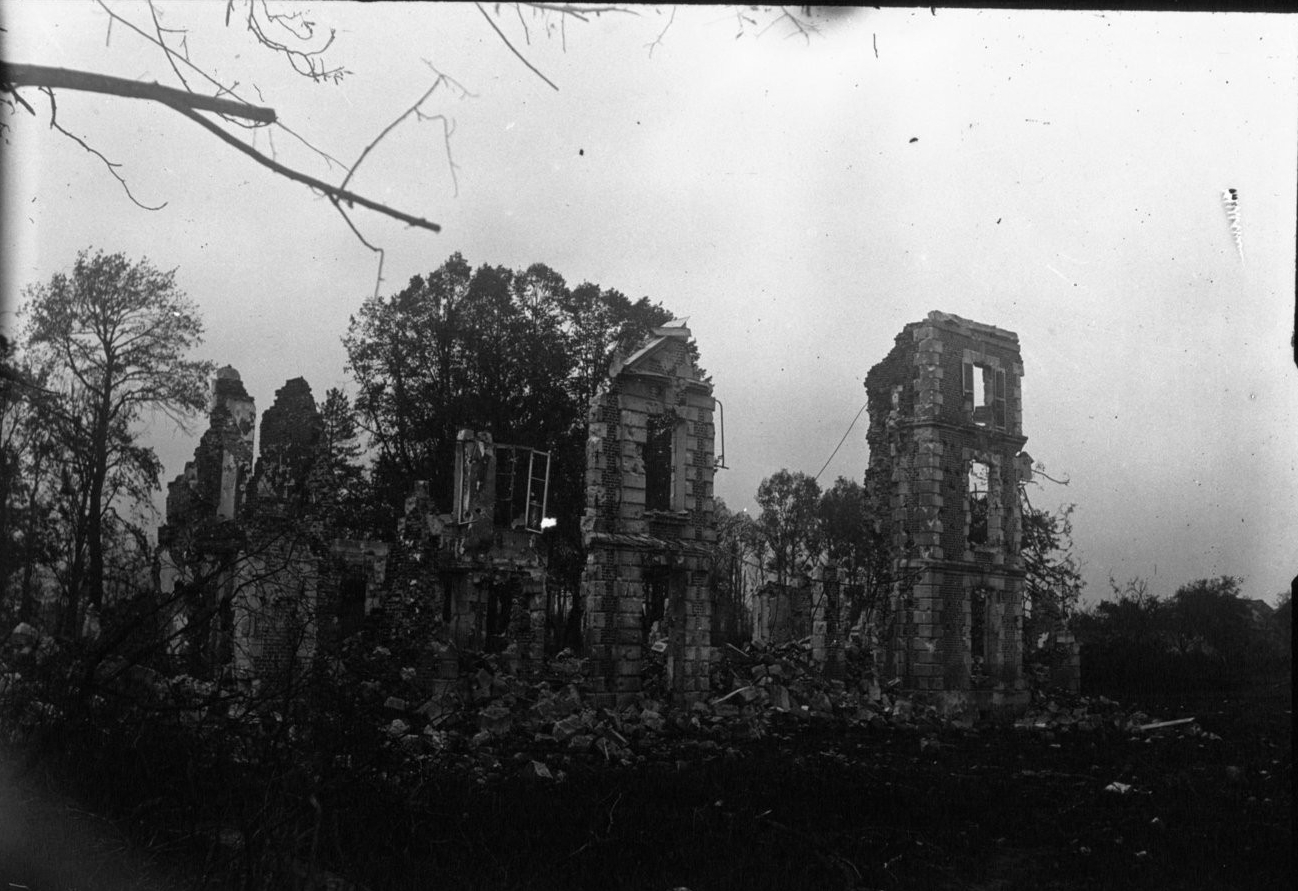
... et en 1918

## Politique et administration
| Période                                  | Période                       | Identité        | Étiquette | Qualité |
| ---------------------------------------- | ----------------------------- | --------------- | --------- | --- |
| Les données manquantes sont à compléter. |                               |                 |           | |
| mars 2001                                | 2008                          | Michel Desseaux |           | |
| mars 2008                                | 2014                          | Brigitte Lesage |           | |
| mars 2014                                | mai 2020                      | David Bajeux    | DVG       | Directeur de la citoyenneté et de la légalité à la préfecture de l'Aisne Vice-président de la CC du Pays Noyonnais (2014 → 2020) |
| mai 2020                                 | En cours (au 24 janvier 2021) | Claude Peleman  |           | |

## Équipements et services publics
Les enfants de la commune sont scolarisés depuis les années 1970 au sein d'un syndicat  intercommunal de regroupement scolaire (SIRS) qui rassemble Genvry, Bussy et Beaurains-les-Noyon qui, en 2021 accueille 70 élèves. Son extension à  Catigny, Sermaize et Campagne est alors décidé pour la rentrée 2021-2022, permettant la sauvegarde des 5 écoles  et  la création ultérieure  d'un service de cantine et d'accueil périscolaire

## Population et société

### Démographie

#### Évolution démographique
L'évolution du nombre d'habitants est connue à travers les recensements de la population effectués dans la commune depuis 1793. Pour les communes de moins de 10 000 habitants, une enquête de recensement portant sur toute la population est réalisée tous les cinq ans, les populations de référence des années intermédiaires étant quant à elles estimées par interpolation ou extrapolation. Pour la commune, le premier recensement exhaustif entrant dans le cadre du nouveau dispositif a été réalisé en 2004.

En 2022, la commune comptait 330 habitants, en évolution de +3,77 % par rapport à 2016 (Oise : +0,87 %, France hors Mayotte : +2,11 %).
| 1793 | 1800 | 1806 | 1821 | 1831 | 1836 | 1841 | 1846 | 1851 |
| ---- | ---- | ---- | ---- | ---- | ---- | ---- | ---- | ---- |
| 213  | 312  | 273  | 246  | 474  | 260  | 253  | 240  | 217  |

| 1856 | 1861 | 1866 | 1872 | 1876 | 1881 | 1886 | 1891 | 1896 |
| ---- | ---- | ---- | ---- | ---- | ---- | ---- | ---- | ---- |
| 214  | 221  | 217  | 209  | 190  | 181  | 183  | 166  | 167  |

| 1901 | 1906 | 1911 | 1921 | 1926 | 1931 | 1936 | 1946 | 1954 |
| ---- | ---- | ---- | ---- | ---- | ---- | ---- | ---- | ---- |
| 147  | 143  | 162  | 113  | 117  | 114  | 100  | 109  | 146  |

| 1962 | 1968 | 1975 | 1982 | 1990 | 1999 | 2004 | 2006 | 2009 |
| ---- | ---- | ---- | ---- | ---- | ---- | ---- | ---- | ---- |
| 176  | 239  | 277  | 306  | 308  | 454  | 708  | 699  | 941  |

| 2014 | 2019 | 2022 | - | - | - | - | - | - |
| ---- | ---- | ---- | - | - | - | - | - | - |
| 317  | 338  | 330  | - | - | - | - | - | - |

Les très importantes et brutales fluctuations démographiques des années 2000 et 2010 sont dues à la présence puis à la fermeture de la caserne de Noyon,.

#### Pyramide des âges
La population de la commune est relativement jeune.
En 2018, le taux de personnes d'un âge inférieur à 30 ans s'élève à 33,8 %, soit en dessous de la moyenne départementale (37,3 %). À l'inverse, le taux de personnes d'âge supérieur à 60 ans est de 24,6 % la même année, alors qu'il est de 22,8 % au niveau départemental.
En 2018, la commune comptait 149 hommes pour 181 femmes, soit un taux de 54,85 % de femmes, largement supérieur au taux départemental (51,11 %).
Les pyramides des âges de la commune et du département s'établissent comme suit.
| Hommes | Classe d’âge | Femmes |
| ------ | ------------ | ------ |
| 0,0    | 90 ou +      | 2,2    |
| 8,5    | 75-89 ans    | 7,6    |
| 15,7   | 60-74 ans    | 15,1   |
| 30,7   | 45-59 ans    | 24,8   |
| 13,1   | 30-44 ans    | 15,1   |
| 19,0   | 15-29 ans    | 21,7   |
| 13,1   | 0-14 ans     | 13,5   |

| Hommes | Classe d’âge | Femmes |
| ------ | ------------ | ------ |
| 0,5    | 90 ou +      | 1,4    |
| 5,5    | 75-89 ans    | 7,6    |
| 15,6   | 60-74 ans    | 16,3   |
| 20,8   | 45-59 ans    | 20     |
| 19,4   | 30-44 ans    | 19,4   |
| 17,6   | 15-29 ans    | 16,2   |
| 20,6   | 0-14 ans     | 19,1   |

## Culture locale et patrimoine

### Lieux et monuments
- ancien camp militaire du Régiment de marche du Tchad (1997-2010) devenu le campus économique Inovia

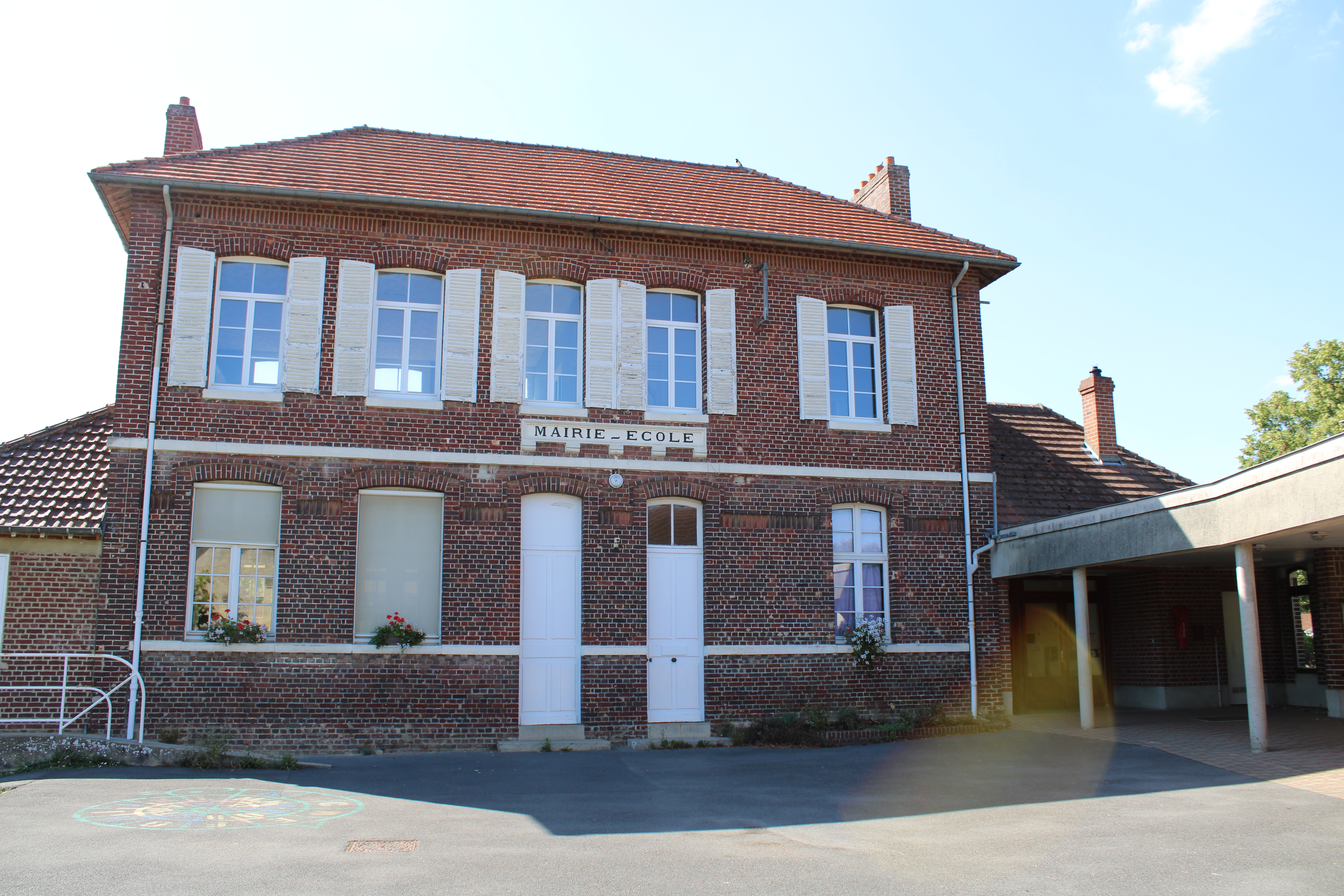
L'école et l'ancienne mairie.
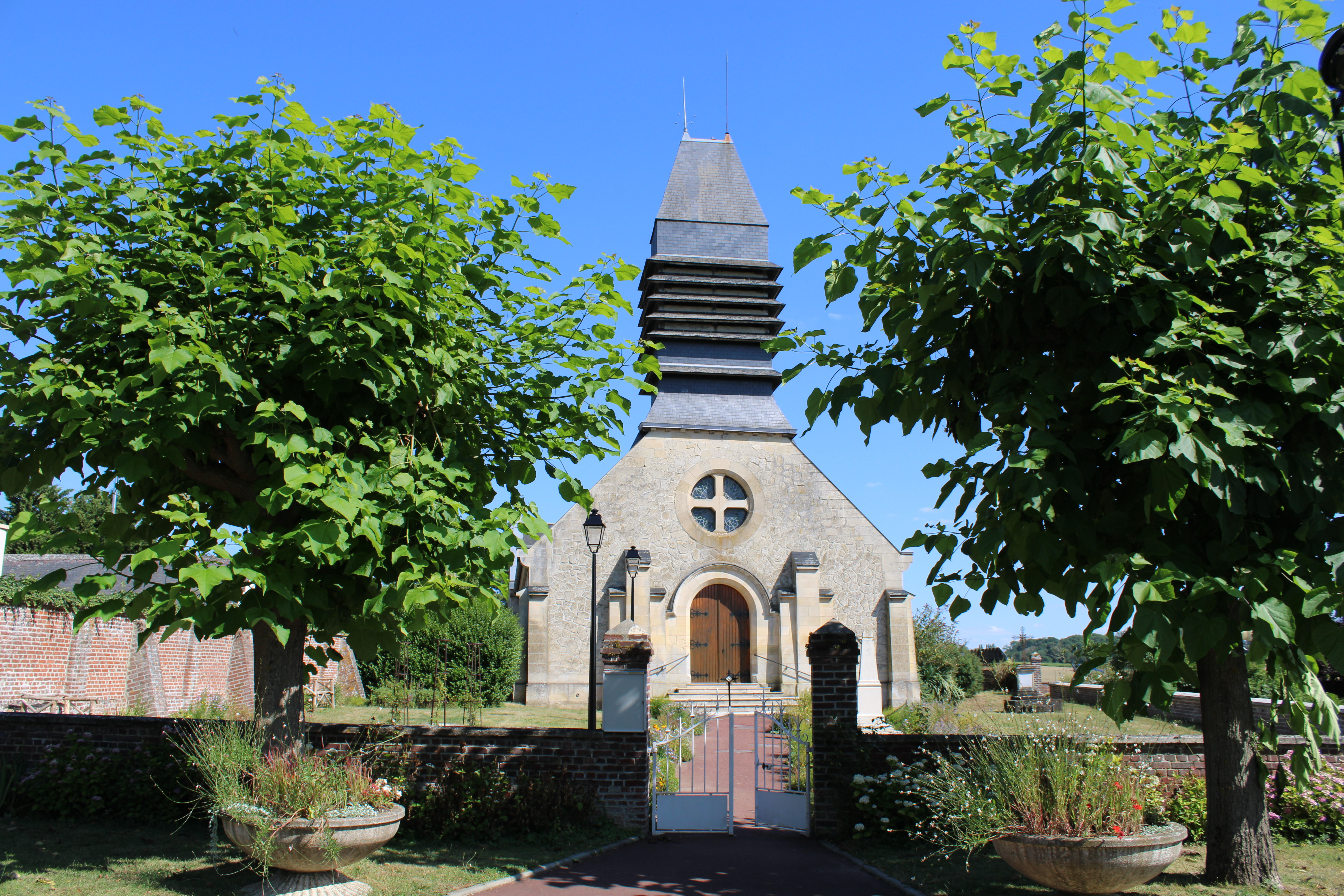
Façade de l'église.
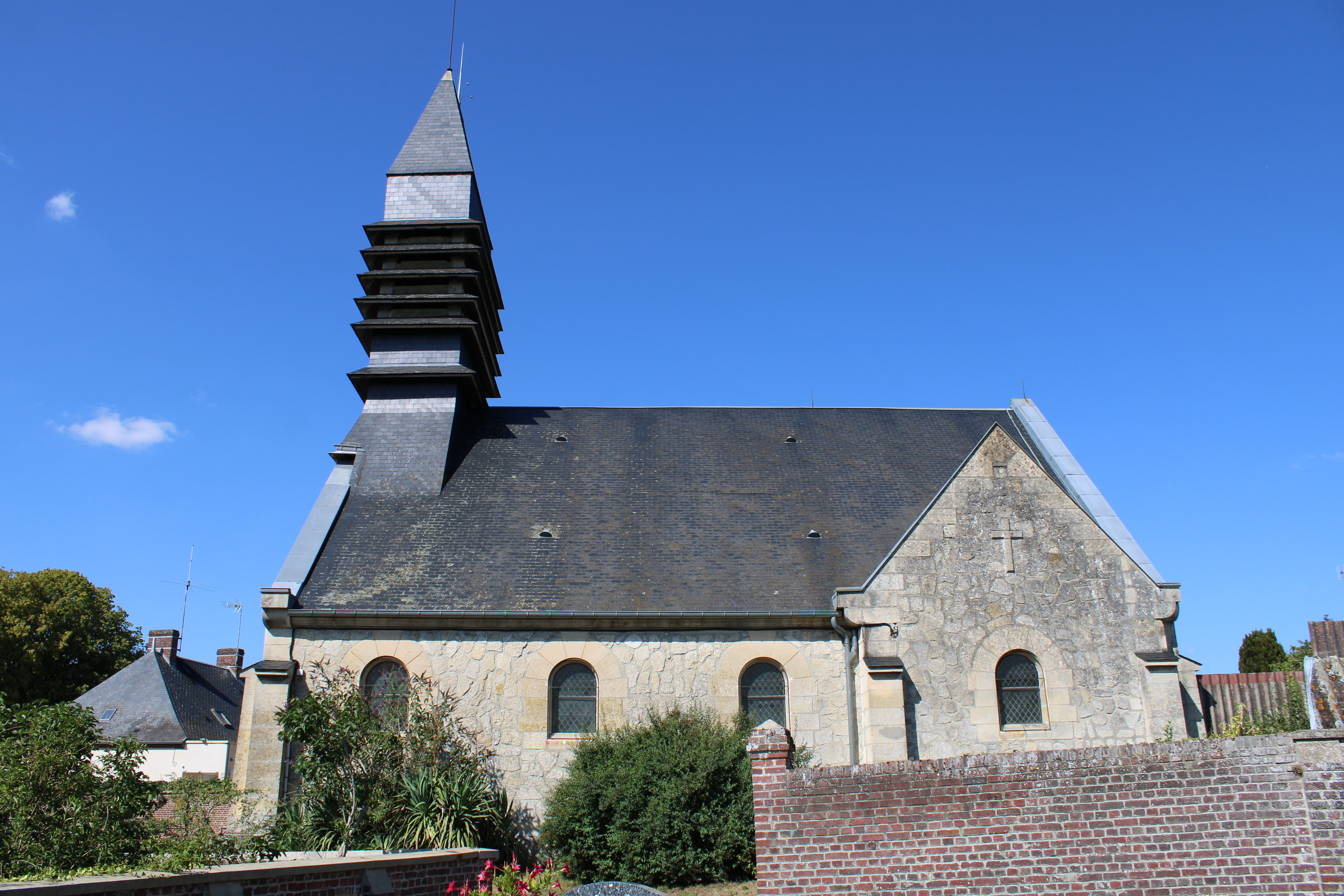
L'église entourée du cimetière communal.
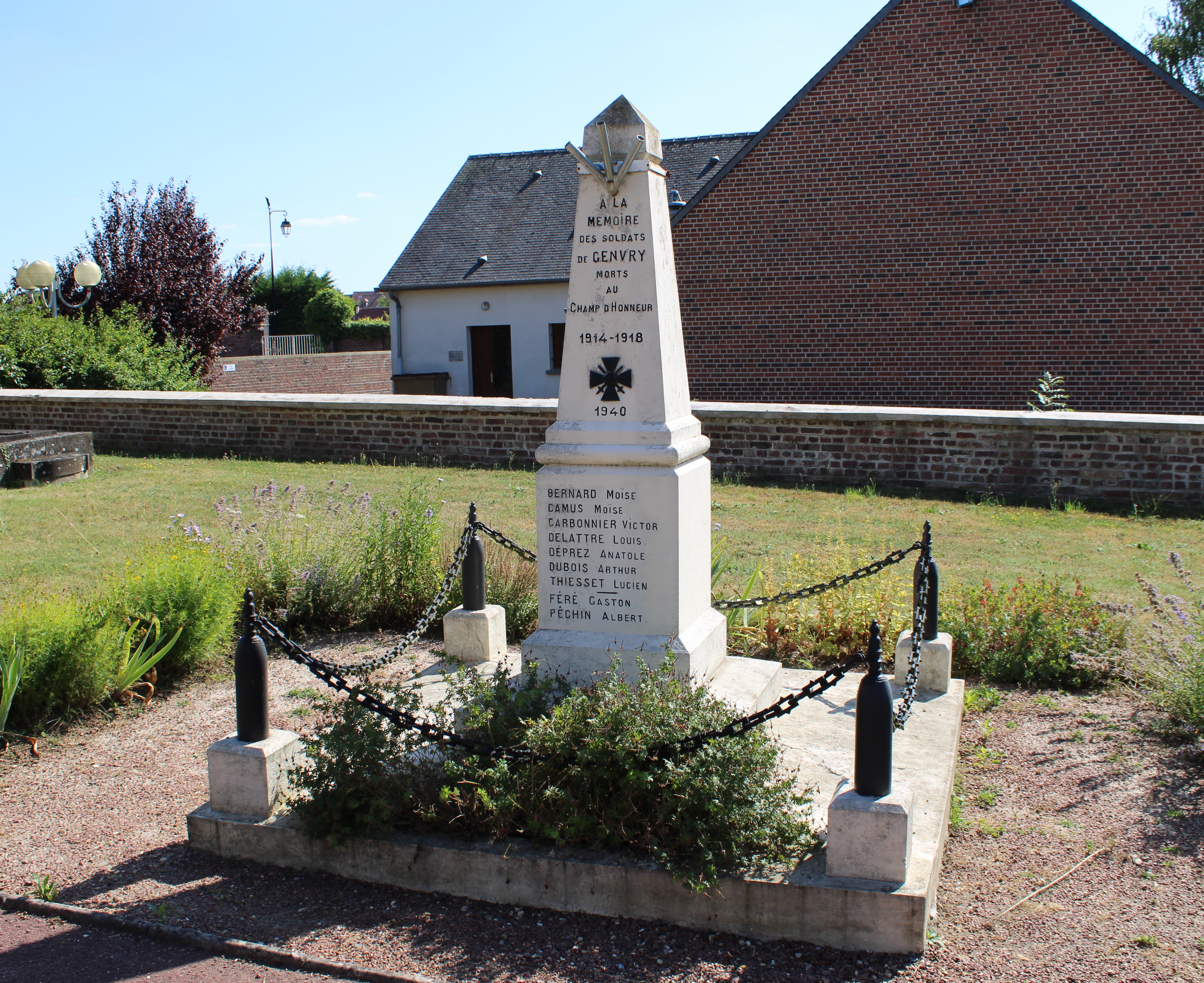
Le monument aux morts.
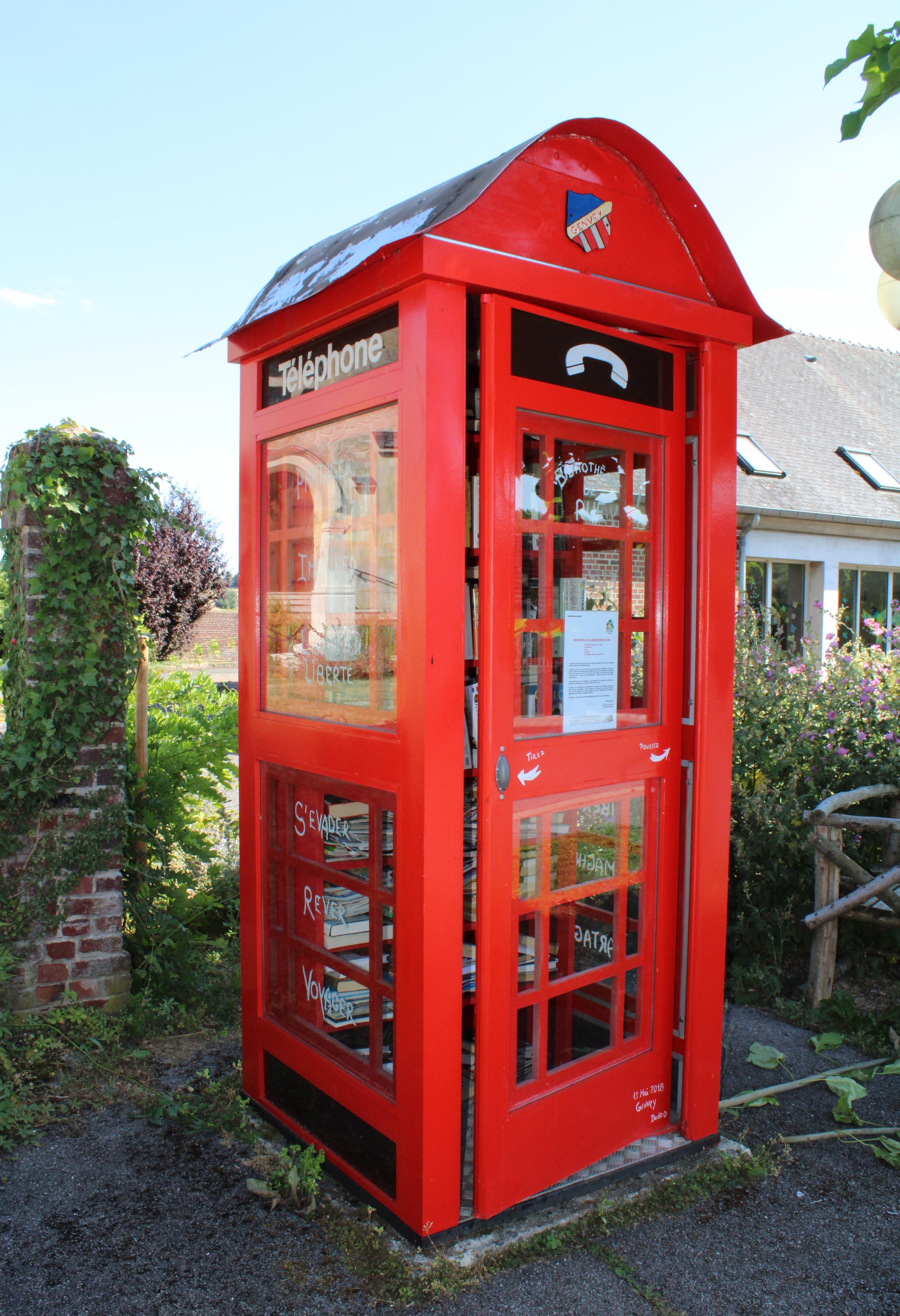
Boîte à lire publique.
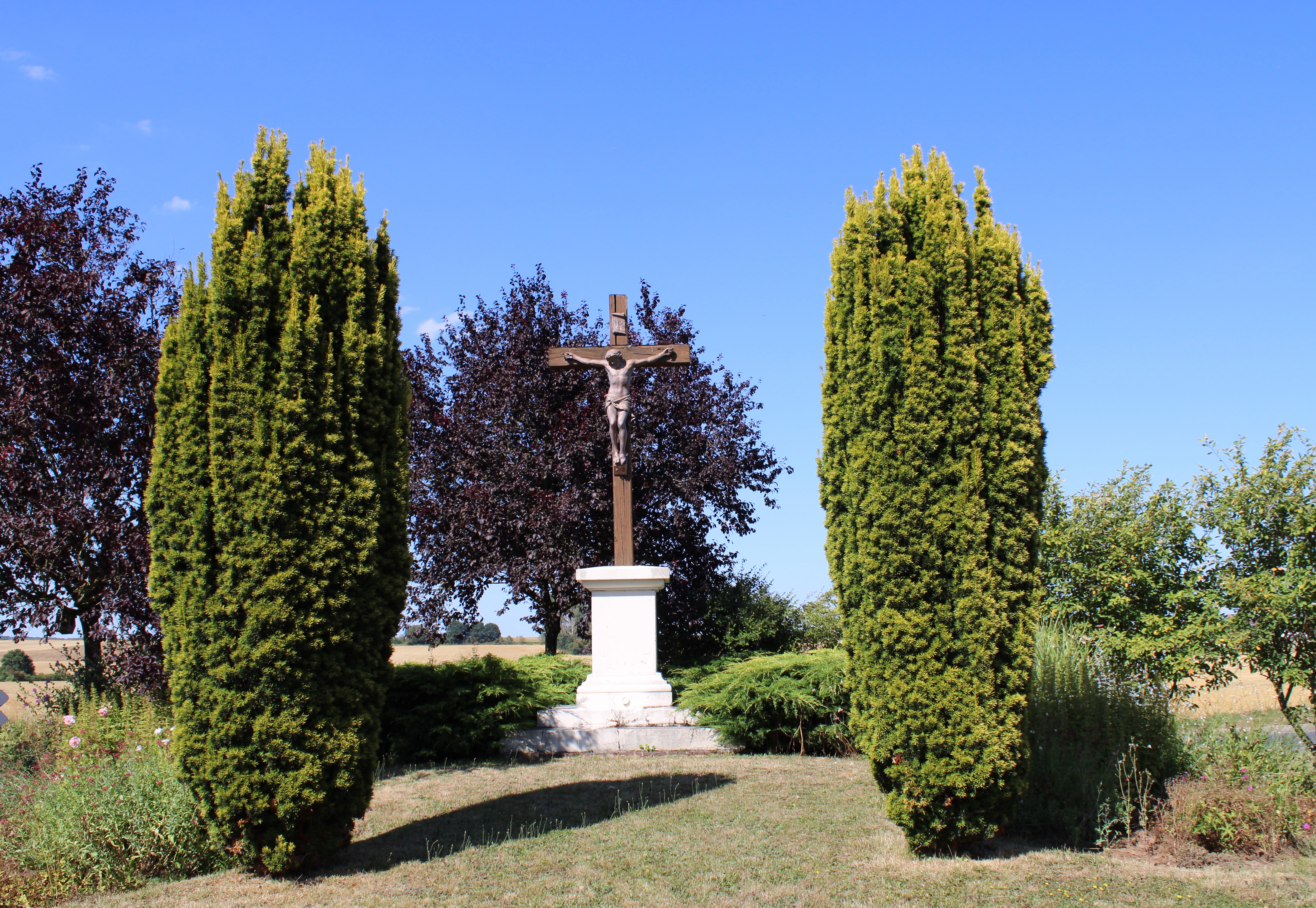
Le calvaire

### Héraldique
| Blason de Genvry | Blason  | D'azur à un lion léopardé d'or ; au chef échiqueté d'or et d'azur. Ornements extérieursCroix de guerre 1914-1918 |
| Blason de Genvry | Détails | Inspiré des armes de Louis-François de Maloizel, seigneur de Genvry en 1696, qui portait : « échiqueté d'azur et d'or de trois tires [et quatre points] ; à la champagne d'azur chargée d'un lion léopardé d'or », où le chef est devenu champ et la champagne, champ. L'échiqueté est quant à lui passé à six points afin de rappeler les armes du Vermandois, auquel appartenait la commune. Adopté le 27 octobre 2022. |